# Tunel w Unisławiu Śląskim
Tunel w Unisławiu Śląskim – tunel kolejowy w Unisławiu Śląskim, w województwie dolnośląskim.

## Położenie
Tunel znajduje się pod wzgórzem Podlesie (603 m n.p.m.) w północno-zachodniej części Wyżyny Unisławskiej na północ od miejscowości Unisław Śląski, między przystankami kolejowymi Unisław Śląski i Boguszów-Gorce Dzikowiec na trasie kolejowej nr 291 z Wałbrzycha do Meziměstí.

## Opis
Tunel kolejowy o długości 262 m, prosty, stopowy, dostosowany do ruchu pociągów po jednym torze, wydrążony pod wzgórzem (603 m n.p.m.) w latach 1875–1877. Wlot tunelu położony jest na wysokości około 590 m n.p.m., a wylot na poziomie około 595 m n.p.m. Maksymalna głębokość tuneli od powierzchni wynosi około 13 m. Tunel wykonano w obudowie murowej z cegły klinkierowej. Kształt tunelu eliptyczny, szerokość około 5 m, wysokość około 6 m. W ociosach tunelu wykonano wnęki ucieczkowe i rewizyjne układu odwadniania. Portale wlotów do tunelu wykończono w obudowie kamiennej z klińców.

## Historia
Decydujący wpływ na budowę tunelu miała wojna francusko-pruska, która pokazała jak ważną rolę odgrywała wówczas kolej. Po zakończeniu wojny rozpoczęto budowę sieci kolejowej. Jednym z odcinków Śląskiej Kolei Górskiej, który w założeniach projektowych miał stanowić fragment międzynarodowej magistrali Szczecin – Wiedeń, była linia Szczawno-Zdrój – Kuźnice Świdnickie – Meziměstí. Linia miała połączyć wałbrzyski rejon węglowy z Austrią. Jedną z wielu przeszkód na trasie, było wzgórze odchodzące od Masywu Dzikowca i Lesistej Wielkiej, oddzielające Wyżynę Unisławską od Kotliny Kuźnickiej. W celu jego przekroczenia zdecydowano wydrążyć jednotorowy tunel o długości 262 m w obudowie murowej. Pierwsze decyzje o uruchomieniu tego połączenia zapadły 17 września 1873 roku. Tunel został oddany do ruchu 15 maja 1877 roku. W wyniku zaniedbań i braku konserwacji po 1945 roku tunel popadał w ruinę. W latach 80. XX wieku w tunelu prowadzone były przez Zakład Robót Górniczych z Lubina roboty remontowe według projektu inż. górnika Krzysztofa Aksamita w celu zabezpieczenia zabytkowego obiektu grożącego zawaleniem.
W latach 2025–2026 planowany jest remont generalny tunelu finansowany  z Krajowego Planu Odbudowy.